# Ludwig Dillmann
Ludwig Dillmann (* 10. Juli 1902 in Speyer; † 26. Juli 1957 in Schönau (Pfalz)) war ein deutscher Pädagoge und Dichter.

## Leben und Werk
Ludwig Dillmann wurde 1902 als Sohn von Georg Michael Dillmann und Wilhelmina (Kissel) in Speyer in Rheinland-Pfalz geboren. In der Hauptsache arbeitete Dillmann im Schulwesen. Neben seiner Lehrer-Tätigkeit publizierte er auch als Dichter und Schriftsteller, wirkte darüber hinaus aber auch als Chorleiter und Organist, sowie als Pädagoge und Kunstfreund. Gelegentlich trat er auch als Mundartdichter in Erscheinung.
Seinen ersten und einzigen Lyrik-Band veröffentlichte Ludwig Dillmann 1956 im Arbogast-Verlag im rheinland-pfälzischen Otterbach unter dem Titel Aus Jahr und Tag. Die Gedichte aus dem Band stellen eine Auswahl aus drei Jahrzehnten lyrischen Schaffens dar. Nach langer Krankheit und auf Drängen seiner Freunde publizierte er eine Essenz seines lyrischen Werkes ein Jahr vor seinem Tod. Dillmann verstarb am 26. Juli 1957 rund zwei Wochen nach seinem 55. Geburtstag in Schönau. 

## Bücher
- Aus Jahr und Tag. Gedichte, Arbogast-Verlag, Otterbach (Pfalz) 1956.